# Liste der Bodendenkmäler in Amerdingen
Auf dieser Seite sind die Bodendenkmäler in der schwäbischen Gemeinde Amerdingen zusammengestellt. Diese Tabelle ist eine Teilliste der Liste der Bodendenkmäler in Bayern. Grundlage ist die Bayerische Denkmalliste, die auf Basis des Bayerischen Denkmalschutzgesetzes vom 1. Oktober 1973 erstmals erstellt wurde und seither durch das Bayerische Landesamt für Denkmalpflege geführt wird. Die folgenden Angaben ersetzen nicht die rechtsverbindliche Auskunft der Denkmalschutzbehörde.

## Bodendenkmäler der Gemeinde Amerdingen

### Bodendenkmäler im Ortsteil Amerdingen
| Lage                  | Objekt | Akten-Nr.     | Bild |
| --------------------- | --- | ------------- | ---- |
| Amerdingen (Standort) | Siedlung des Neolithikums, der Urnenfelder- und der frühen Latènezeit sowie Viereckschanze der Spätlatènezeit.                              | D-7-7228-0068 |      |
| Amerdingen (Standort) | Grabhügel vorgeschichtlicher Zeitstellung.                                                                                                  | D-7-7228-0069 |      |
| Amerdingen (Standort) | Siedlung der Bronzezeit, römische Villa rustica und frühmittelalterliche Reihengräber.                                                      | D-7-7228-0070 |      |
| Amerdingen (Standort) | Siedlung vor- und frühgeschichtlicher Zeitstellung.                                                                                         | D-7-7228-0072 |      |
| Amerdingen (Standort) | Siedlung vor- und frühgeschichtlicher Zeitstellung.                                                                                         | D-7-7228-0078 |      |
| Amerdingen (Standort) | Mittelalterliche und frühneuzeitliche Befunde im Bereich der Katholischen Pfarrkirche St. Vitus in Amerdingen.                              | D-7-7228-0087 |      |
| Amerdingen (Standort) | Frühneuzeitliche Befunde im Bereich der Katholischen Friedhofskapelle St. Anna in Amerdingen.                                               | D-7-7228-0088 |      |
| Amerdingen (Standort) | Mittelalterliche und frühneuzeitliche Befunde im Bereich des Schlosses in Amerdingen und seiner Vorgängerbauten.                            | D-7-7228-0089 |      |
| Amerdingen (Standort) | Mittelalterliche und frühneuzeitliche Befunde im Bereich der Katholischen Kapelle St. Jakob in Sternbach und ihres aufgelassenen Friedhofs. | D-7-7229-0448 |      |

### Bodendenkmäler im Ortsteil Bollstadt
| Lage                            | Objekt | Akten-Nr.     | Bild |
| ------------------------------- | --- | ------------- | ---- |
| Bollstadt (Standort)            | Grabhügel vorgeschichtlicher Zeitstellung.                                                                     | D-7-7228-0067 |      |
| Bollstadt (Standort)            | Grabhügel vorgeschichtlicher Zeitstellung.                                                                     | D-7-7228-0076 |      |
| Bollstadt Amerdingen (Standort) | Grabhügel vorgeschichtlicher Zeitstellung, bis 2020 unter der ID D-7-7229-0098 geführt.                        | D-7-7228-0106 |      |
| Bollstadt (Standort)            | Burgstall des Mittelalters.                                                                                    | D-7-7229-0088 |      |
| Bollstadt (Standort)            | Grabhügel der Hallstattzeit und Gräber der Latènezeit.                                                         | D-7-7229-0089 |      |
| Bollstadt (Standort)            | Grabhügel vorgeschichtlicher Zeitstellung.                                                                     | D-7-7229-0090 |      |
| Bollstadt (Standort)            | Grabhügel vorgeschichtlicher Zeitstellung.                                                                     | D-7-7229-0091 |      |
| Bollstadt (Standort)            | Siedlung vor- und frühgeschichtlicher Zeitstellung.                                                            | D-7-7229-0092 |      |
| Bollstadt (Standort)            | Römische Villa rustica.                                                                                        | D-7-7229-0349 |      |
| Bollstadt (Standort)            | Mittelalterliche und frühneuzeitliche Befunde im Bereich der katholischen Pfarrkirche St. Ulrich in Bollstadt. | D-7-7229-0449 |      |
| Bollstadt Amerdingen (Standort) | Grabhügel vorgeschichtlicher Zeitstellung.                                                                     | D-7-7229-0520 |      |

### Bodendenkmäler im Ortsteil Zoltingen
| Lage                 | Objekt                                                                                              | Akten-Nr.     | Bild |
| -------------------- | --------------------------------------------------------------------------------------------------- | ------------- | ---- |
| Zoltingen (Standort) | Mesolithische Freilandstation, Siedlung des Jungneolithikums sowie der Urnenfelder- und Latènezeit. | D-7-7229-0430 |      |